# Апалуза
„Апалуза“ (на английски: Appaloosa) е американски уестърн от 2008 г. на режисьора Ед Харис, базиран на едноименния роман през 2005 г. от криминалния писател Робърт Б. Паркър. Във филма участват Виго Мортенсен, Ед Харис, Рене Зелуегър, Джеръми Айрънс, Тимъти Спол и Ланс Хенриксен. Премиерата на филма е на Международния фестивал в Торонто на 19 септември 2008 г.